# Râul Glonn, Mangfall
Glonn este un râu în districtul Oberbayern, landul Bavaria, Germania. Își are obârșia în comuna Glonn la o altitudine de 472 m. Este un afluent al râului Mangfall la Bad Aibling. Are o lungime totală de 26 km.